# Волокове вікно

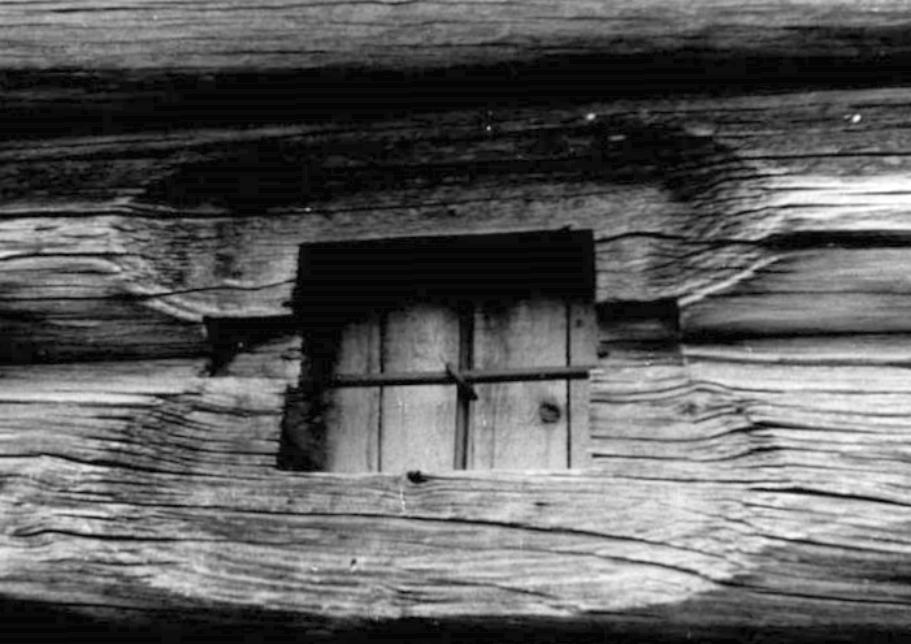
Волокове вікно. Церква в с. Іжма, республіка Комі.

Во́локове вікно́ — невелике вікно, вирубане у двох суміжних колодах (половина у верхній і половина у нижній) дерев'яної будівлі, горизонтальне за формою. Його раму при потребі засовують по горизонталі з боку приміщення тесовою засувкою («заволікають», звідсіля й відповідна назва). Іноді проріз у колоді робився у формі косого паралелограма (у вигляді згори), а відповідної форми брусок-засувка обертався на стрижні, який проходив точно посередині.